# مستقبلات البروجسترون
مستقبلات البروجسترون (بالإنجليزية: Progesterone receptor)‏ مستقبل البروجسترون، المعروف أيضًا باسم NR3C3 أو الفئة الفرعية (للمستقبل النووي 3، المجموعة C، العضو 3) عبارة عن بروتين موجود داخل الخلايا. يتم تنشيطه بواسطة هرمون الستيرويد هرمون البروجسترون. في البشر، يتم ترميز العلاقات العامة بواسطة جين PGR واحد موجود على الكروموسوم صبغي 11.

## آلية العمل
هرمون البروجسترون ضروري لتحفيز مستقبلات البروجسترون. في حالة عدم وجود هرمون ملزم، فإن طرفية الكربوكسيل تمنع النسخ. يؤدي الارتباط بالهرمون إلى إحداث تغيير هيكلي يزيل الفعل المثبط. تمنع مضادات البروجسترون إعادة التكوين الهيكلي.
بعد أن يرتبط البروجسترون بالمستقبل، يتبع ذلك إعادة الهيكلة مع دايمر بروتين ويدخل المجمع إلى النواة ويرتبط  بالحمض النووي. ويحدث النسخ، مما يؤدي إلى تكوين حمض نووي ريبوزي رسول الذي يتم ترجمته بواسطة الريبوسومات لإنتاج بروتينات معينة.

## البناء
على غرار مستقبلات الستيرويد الأخرى، يحتوي مستقبل البروجسترون على مجال تنظيمي(N-terminus) نهاية أمينية ومجال ربط DNA، وقسم مفصلي، ومجال ربط ليجند (C-terminus) نهاية كربوكسيلية توجد وظيفة تنشيط نسخ خاصة، تسمى TAF-3، في مستقبلات البروجسترون- B، في مقطع B-upstream (BUS)، في طرفية الأحماض الأمينية. وهذا الجزء غير موجود في المستقبل- A.